# Phytobia prunivora
Phytobia prunivora är en tvåvingeart som beskrevs av Spencer 1981. Phytobia prunivora ingår i släktet Phytobia och familjen minerarflugor.
Artens utbredningsområde är Kalifornien. Inga underarter finns listade i Catalogue of Life.